# Арсений Бигорски
Арсений Димев е български духовник от началото на ΧΙΧ век, архимандрит, игумен на Бигорския манастир „Свети Йоан Предтеча“. Арсений е игуменът, при който манастирът постига небивал просперитет.

## Биография
Арсений е роден към края на XVIII век в мияшката паланка Галичник в семейство Думевци. Учи в килийното училище на Бигорския манастир при игумен Митрофан Бигорски. В 1807 година Арсений става игумен на манастира.
При неговото управление манастирът се превръща в духовен център на християнските села от Миячията, около който се върти целият им обществен живот. На седмата година от управлението му, в 1814 година, Арсений започва изграждането на конака от североизточната страна, известен като Горни Палат. В този комплекс се намират монашеските килии и игуменската одая. На 12 април 1820 година започва да се строи манастирската трапезария, която се състои от приземие и два ката. Трапезарията е цялостно изписана.
Арсений поръчва в Елбасан балдахин за олтара на католикона, а в 1834 година плаща резбите за иконостаса – дело на тайфата на Петър Филипов, едно от най-красивите произведения на българското резбарско изкуство, работено от 1830 до 1835 година. Арсений поръчва и шандани за църквата от Зографския манастир. Сдобива се и със султански ферман до казата Река, с който се забранява на местните власти да пречат на манастира да бие камбаните.
В 1833 по поръчка на Арсений е изработен и големият кивот на манастира – една от неговите светини. Кивотът представлява съвместна работа на зограф, резбар и ювелир. На външната страна на капака, в медальон от ковано сребро е изобразено Разпятието Христово с Божията майка и Свети Йоан Кръстител. Вътрешната страна е изрисувана от зографите Михаил и Даниил с ликовите на светиите, чиито мощи се вградени в кивота. Същите светци са изобразени и в гравюра от сребро вътре в самия кивот.
През същата година година игумен Арсений купува маслинови насаждения в Елбасан, къща в Гостивар, инвестира в манастирския метох в Райчица с купуване на лозе, градини, изграждане на чешми и оправяне на двора. В манастирския имот в 1835 година е изграден храмът „Свети Георги“, направена е магерница и изоснови е обновен конакът. Арсений купува чифлик в селото Небрегово, Прилепско, както и църковни предмети и недвижим имот в Требище. Полага особени грижи за обогатяване на манастирската библиотека.
В 1837 година започва да поддържа контакти с Княжество Сърбия, като получава от княз Милош Обренович пари и камбана. По-късно манастирът се сдобива и с втора камбана.
Умира на 27 юни 1839 година.